# María Simon
María Simon (Montevideo, 4 de junio de 1954) es una ingeniera industrial, funcionaria, profesora y política uruguaya. Fue presidenta de ANTEL, la empresa pública de telecomunicaciones del Uruguay, entre 2005 y 2008. También se desempeñó como ministra de Educación y Cultura entre 2008 y 2010, y como viceministra de la misma cartera entre 2010 y 2012. Es una política perteneciente al Frente Amplio. Desde marzo de 2015 y hasta 2023 fue decana de la Facultad de Ingeniería de la Universidad de la República, cargo que ocupó también entre 1998 y 2005.

## Biografía
Se recibió de Ingeniera Industrial, opción Electrónica en 1980 habiendo sido una estudiante sobresaliente, con la escolaridad más brillante entre los estudiantes de su misma carrera de su generación. Desde 1993 es Profesora Titular Grado 5 del Departamento de Telecomunicaciones del Instituto de Ingeniería Eléctrica de la Facultad de Ingeniería de la Universidad de la República. Fue, además, directora del Instituto de Ingeniería Eléctrica y Jefa del Departamento de Telecomunicaciones del mismo. Dictó cursos de grado sobre Modulación y cursos de posgrado en su especialidad. Ha dirigido además, proyectos de fin de carrera y posgrados (Maestrías y Doctorados) y ha participado en tribunales de tesis en la Universidad, así como también en universidades extranjeras. Entre 1991 y 1992 trabajó en el Centro de Investigación Telefónica I+D en Madrid, actuando como especialista en codificación de video.
Se desempeñó como Decana de la Facultad de Ingeniería desde 1998, siendo reelecta en el año 2002.  Su cargo de Decana siguió hasta el año 2005, cuando el presidente del Uruguay, Tabaré Vázquez, que asumió la presidencia el 1 de marzo de ese año, la designó para ocupar la presidencia del directorio de ANTEL, ente autónomo encargado de las telecomunicaciones.  
En febrero de 2008 Simon fue designada por el presidente Tabaré Vázquez como reemplazante de Jorge Brovetto para ocupar el Ministerio de Educación y Cultura de Uruguay. El cargo es ocupado desde el 3 de marzo del mismo año.
En agosto de 2009, la ministra Simon volvió a poner en el debate público la pertinencia de crear un Ministerio de Justicia y Derechos Humanos, separado del de Educación y Cultura. Al iniciarse el período de gobierno del Presidente José Mujica el 1 de marzo de 2010, Ricardo Ehrlich fue designado Ministro de Educación y Cultura, pasando María Simon a ser Viceministra, cargo que ocupó hasta el 1 de febrero de 2012 regresando a la actividad docente en la Facultad de Ingeniería de la Universidad de la República.
En marzo de 2015 fue elegida nuevamente Decana de la Facultad de Ingeniería de la Universidad de la República hasta 2019, siendo reelecta por cuarta 
vez hasta febrero de 2023.